# С-300В

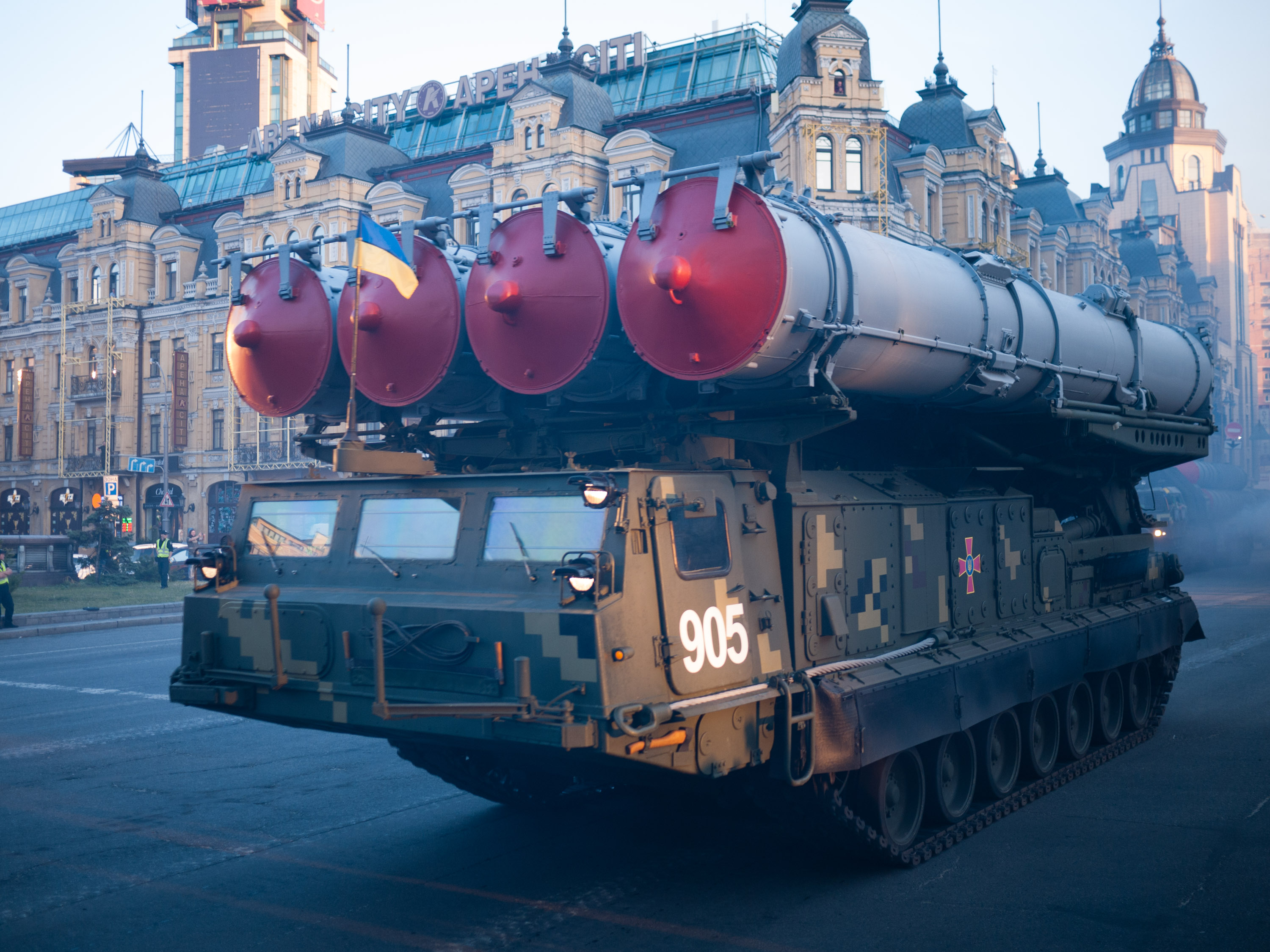
С-300В, Київ 2018.

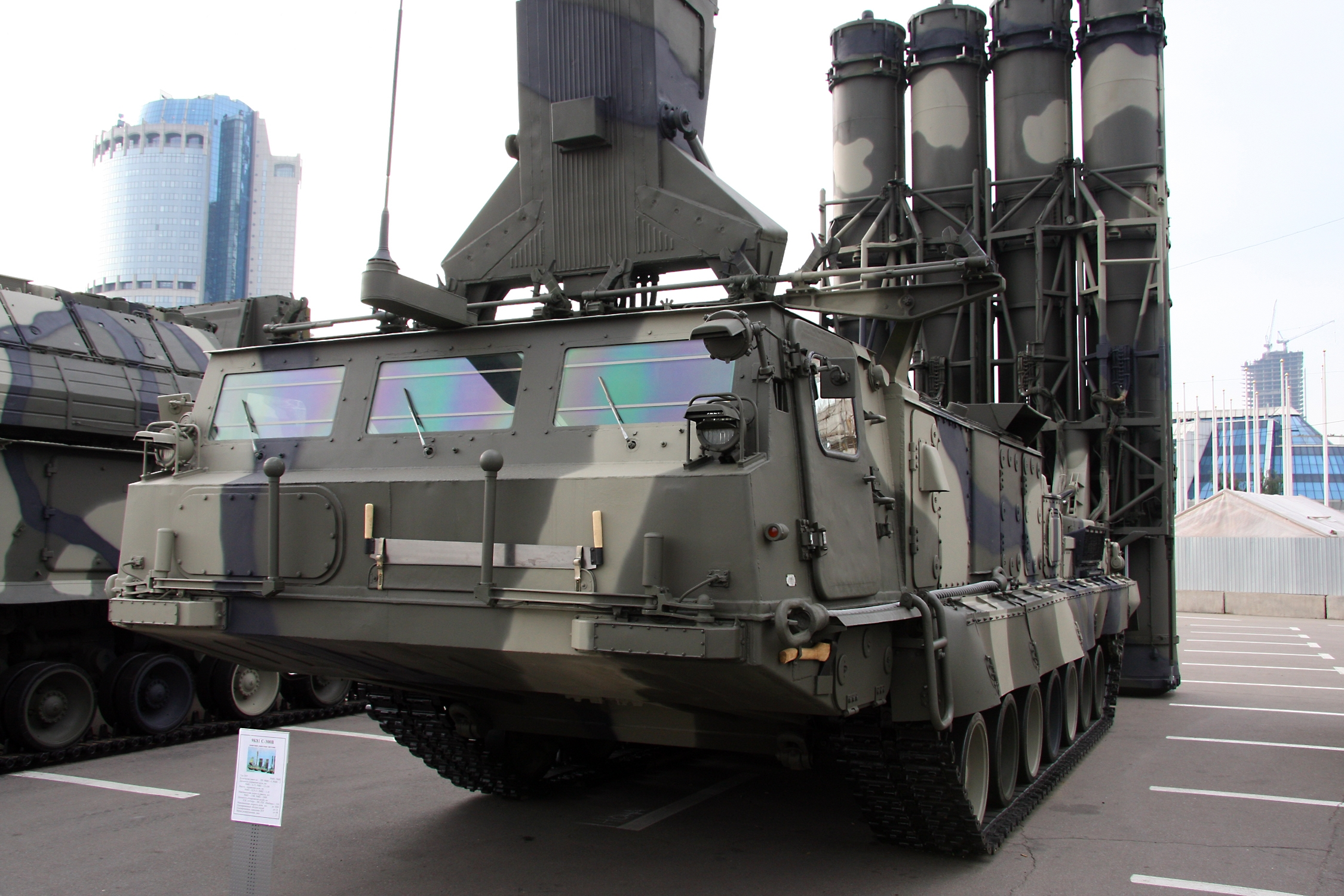
9К81 С-300В

С-300В, «Антей-300В» (індекс ГРАУ: 9К81) — серія радянських/російських універсальних, багатоканальних зенітних ракетних комплексів середнього радіуса дії протиповітряної/протиракетної оборони фронтової ланки сухопутних військ. Розроблялася в рамках створення уніфікованої системи ППО С-300 з 1969 року, для заміни ЗРК 2К11 «Круг» у сухопутних військах. У повному складі на озброєння прийнята в 1988 році.

## Особливості
С-300В призначена для оборони важливих військових об'єктів, угруповань військ і адміністративно-промислових центрів від ударів всіх типів літаків і вертольотів, крилатих ракет, інших аеродинамічних засобів повітряного нападу, аеробалістичних і балістичних ракет оперативно-тактичного призначення.
ЗРС С-300В — перша мобільна універсальна система протиракетної і протилітакової оборони.
Важливою відмінністю С-300В від С-300П системи є:
1. Наявність двох типів зенітних керованих ракет, з яких один тип 9М83 призначений для ураження аеродинамічних цілей на відстані до 75 км, а другий 9М82 може вражати балістичні цілі класу «земля — земля» — оперативно-тактичні ракети типу «Р-11» («'Scud»' з кодифікації НАТО), «Ланс», «Першинг-1А», а також літальні апарати всіх типів зі швидкостями до 3000 м/с на відстані до 100 км. Всі елементи системи змонтовані на гусеничних шасі сімейства «Об'єкт 830».
2. Кожен ЗРК (батарея) у складі ЗРС (дивізіону) може вести самостійну бойову роботу і при цьому кожна пускова установка забезпечена (це ще один рівень РЛС якого немає в С-300 сімейства П) радаром підсвічування цілі і наведення ракет.[1]

ЗРС «C-300B4» є подальшою модернізацією ЗРС С-300В і З-300ВМ. Вона належить до пріоритетних зразків озброєння ППО і забезпечує ураження одночасно балістичних ракет і аеродинамічних цілей на відстанях понад 300 кілометрів. ЗРС С-300В4 має підвищені бойові можливості, досягнуті завдяки застосуванню нових компонентів, впровадженню сучасної елементної бази і обчислювальних засобів, що дозволило поліпшити технічні та експлуатаційні характеристики ЗРС, в тому числі умови роботи бойових розрахунків.
У 2012 році завершена модернізація всіх комплексів С-300В до рівня С-300В4 на озброєнні російських сил ППО, також в 2013 році поставлені 3 нових дивізіони С-300В4 і укладено контракт на постачання до 2015 року ще нових дивізіонів.

## Склад
Один дивізіон складається з чотирьох батарей. Мінімальна кількість батарей, з яких може складатись дивізіон — одна.
До складу дивізіону входить:
- один командний пункт 9С457 (9С457М)
- одна РЛС кругового огляду «Огляд-3» 9C15М (9С15М2)
- одна РЛС програмного огляду «Імбир» 9С19 (9С19М2)

До складу одної батареї (яка є частиною дивізіону) входить:
- одна багатоканальна станція наведення ракет (МСНР) 9С32 (9С32М)
- дві пускові установки (ПУ) 9А82 (9А82М) — з двома зенітними керованими ракетами (ЗКР) 9М82 (9М82М) які знаходяться у транспортно-пускових контейнерах (ТПК) 9Я238
- чотири пускові установки (ПУ) 9А83 (9А83М) — з чотирма зенітними керованими ракетами (ЗКР) 9М83 (9М83М) які знаходяться у транспортно-пускових контейнерах (ТПК) 9Я240
- одна пускозарядна установка 9А84 (9А84М) — для роботи з ПУ 9А82 (9А82М)
- дві пускозарядні установки 9А85 (9А85М) — для роботи з ПУ 9А83 (9А83М)

Крім основних агрегатів, в ЗРС входять також засоби технічного забезпечення і обслуговування:
- засоби ракетно-технічного забезпечення (РТЗ):
  - АКИПС 9В91,
  - комплект такелажного устаткування 9Т325,
  - транспортні машини.
- засоби технічного обслуговування і ремонту (ТО і Р):
  - машини технічного обслуговування (9В868-1, 1Р15, 9В879-1),
  - машини ремонту і технічного обслуговування (9В898-1, 1Р16),
  - груповий ЗІП 9Т447-1;
- навчально-тренувальні засоби (УТЗ):
  - тренувальний пристрій 9Ф88 для тренування розрахунку МСНР 9С32,
  - габаритно-вагові макети ЗУР,
  - навчально-діюча ЗУР.

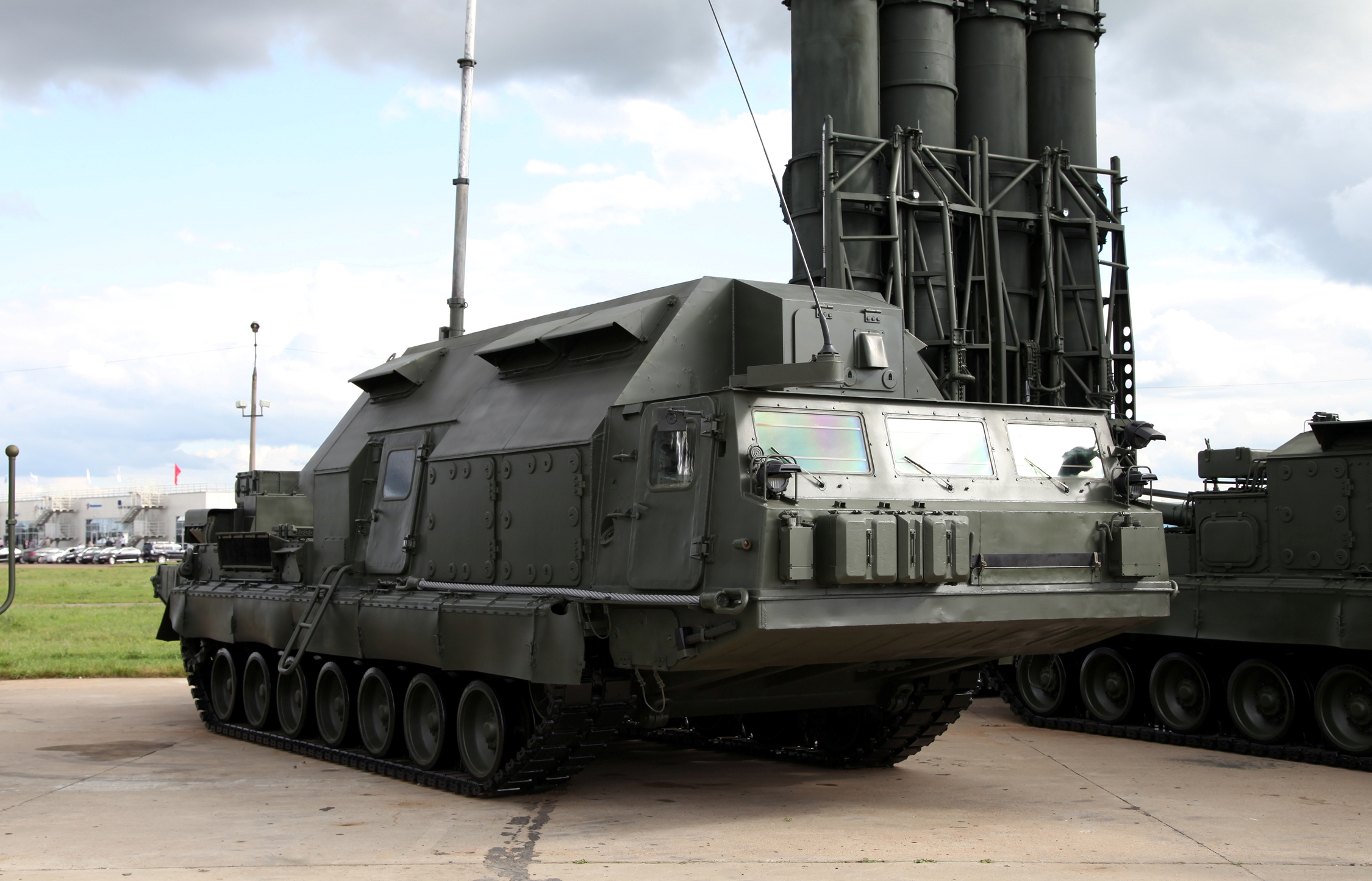
Командний пункт 9С457
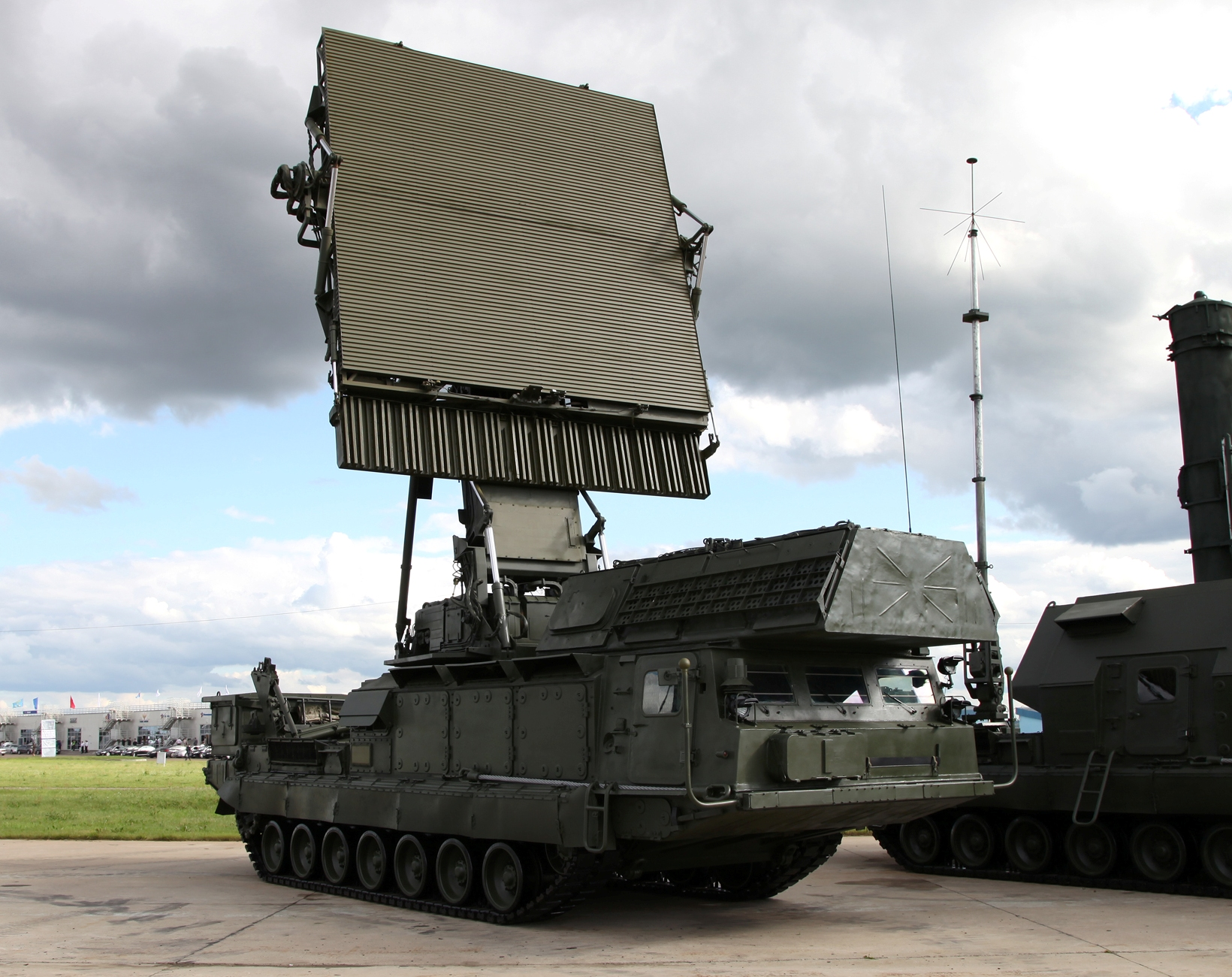
РЛС кругового огляду "Огляд-3" 9C15М
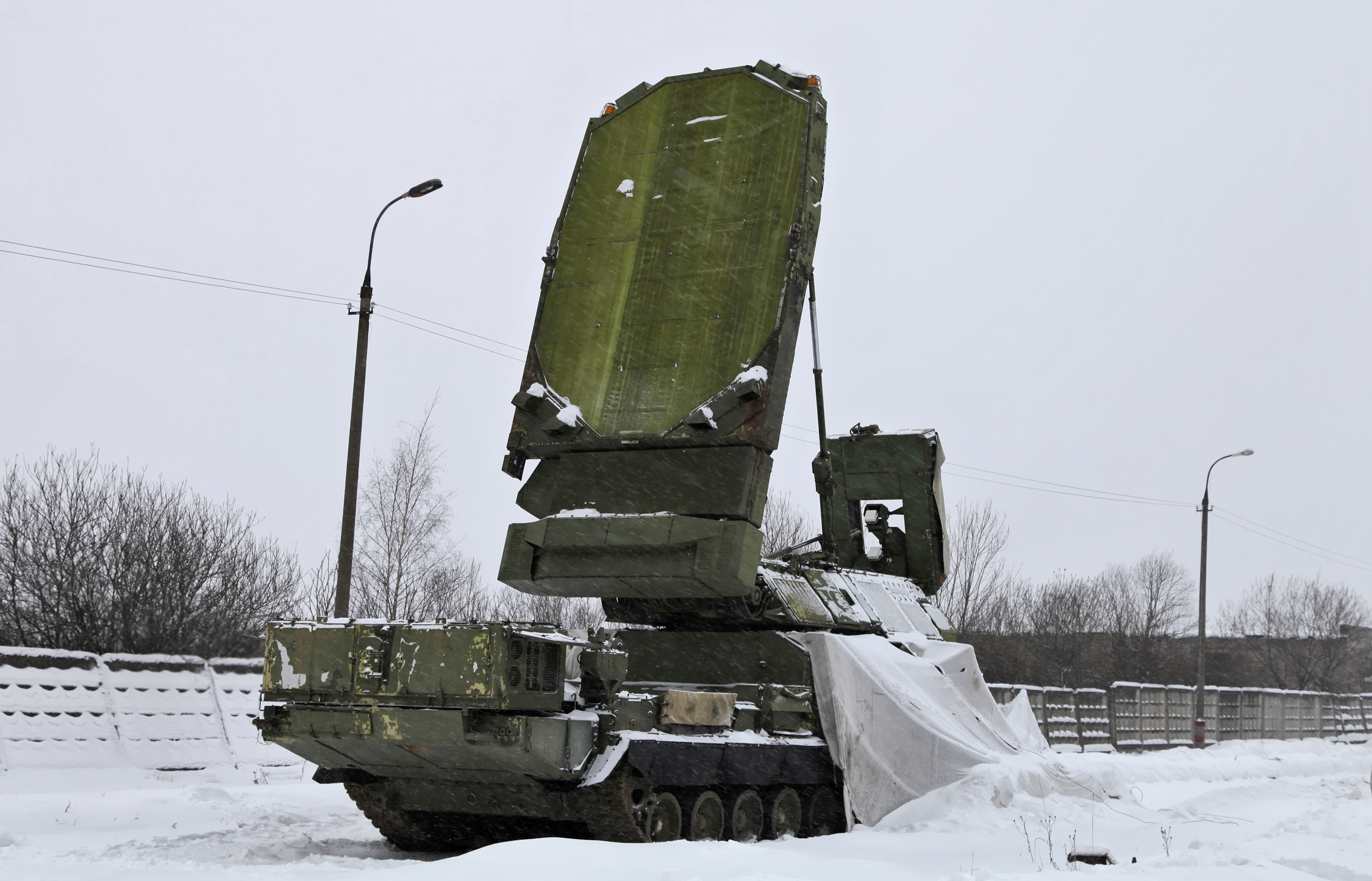
РЛС програмного огляду "Імбир" 9С19M2
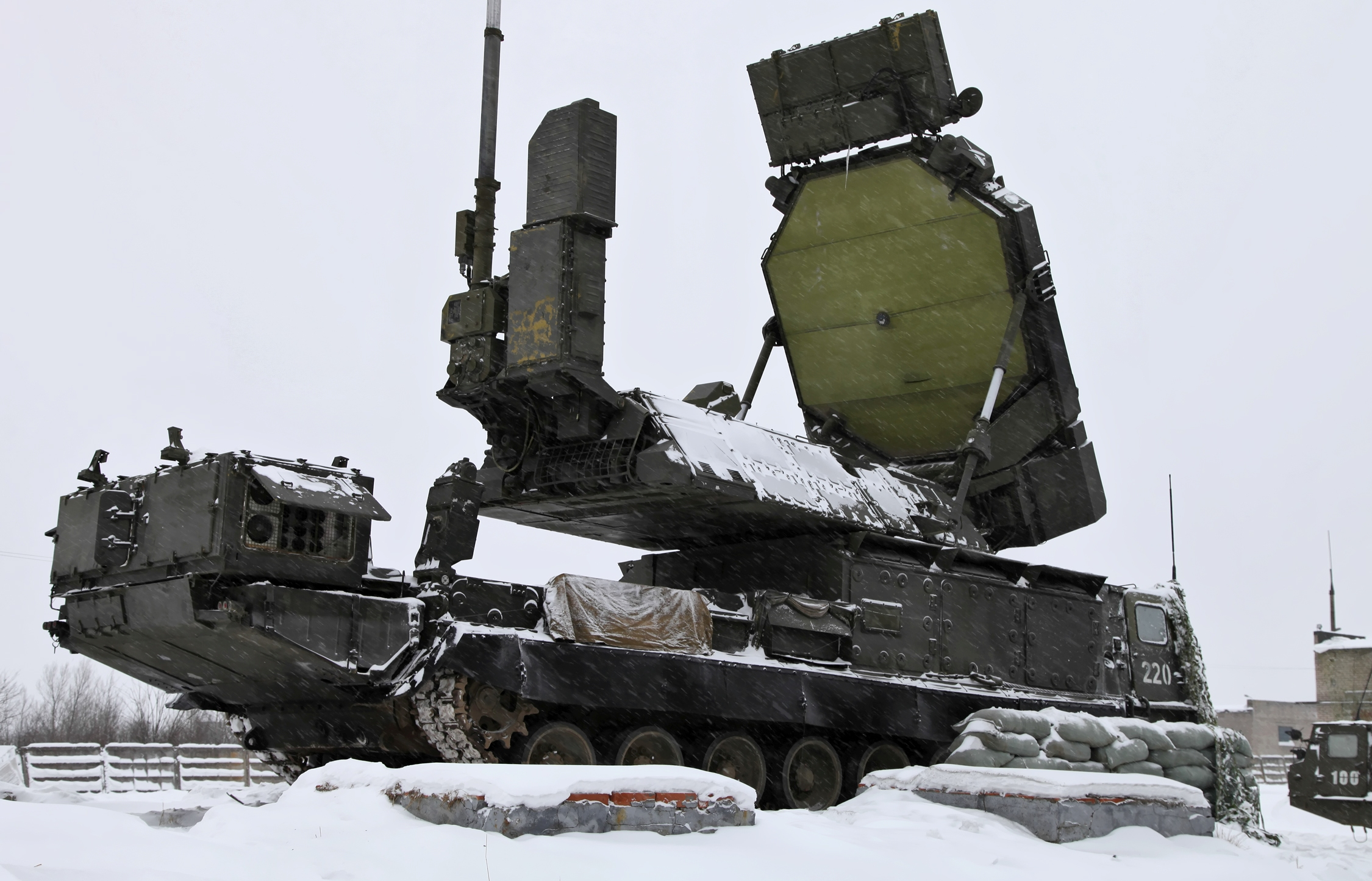
Багатоканальна станція наведення ракет 9С32
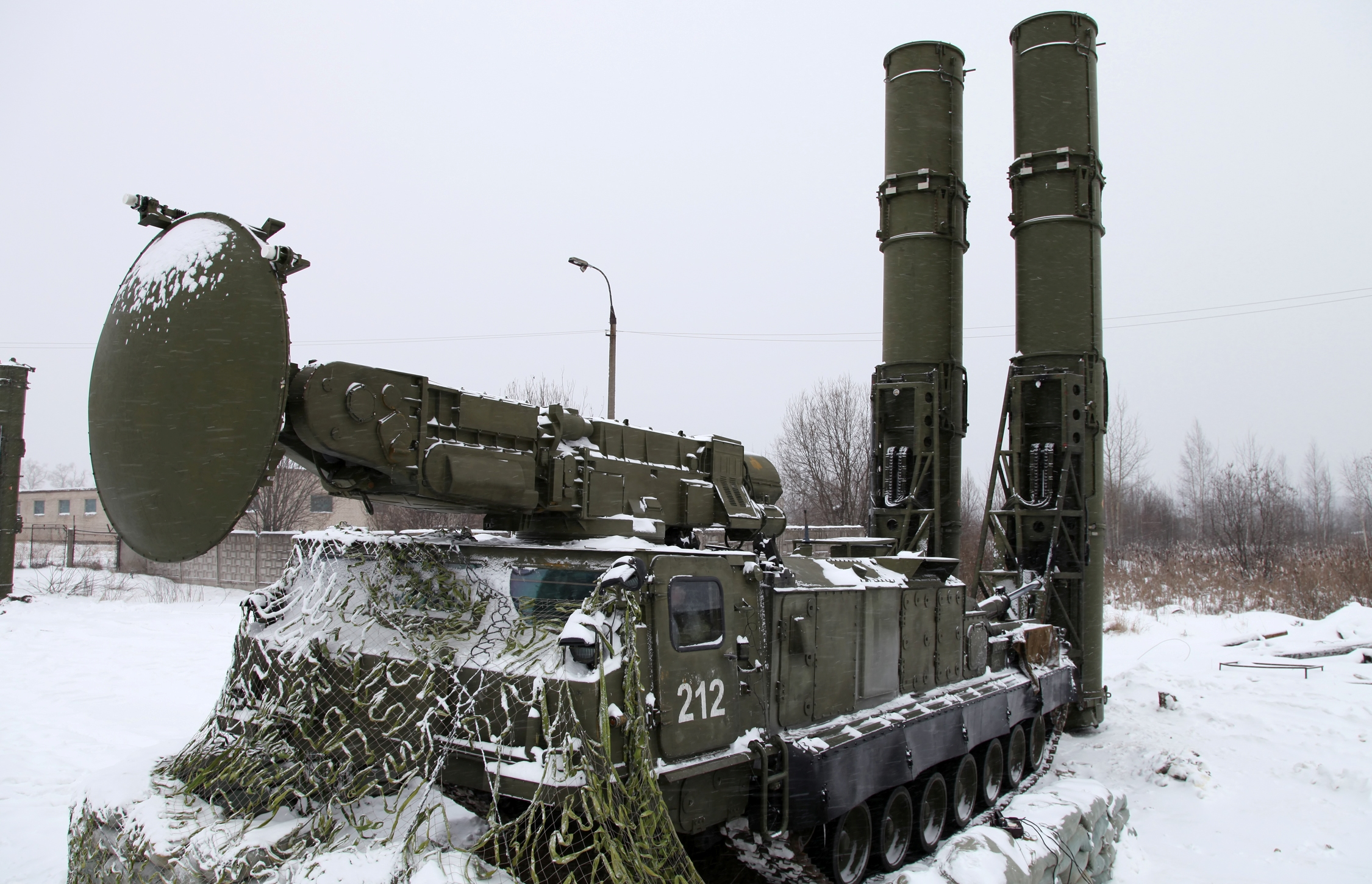
Пускова установка 9А82
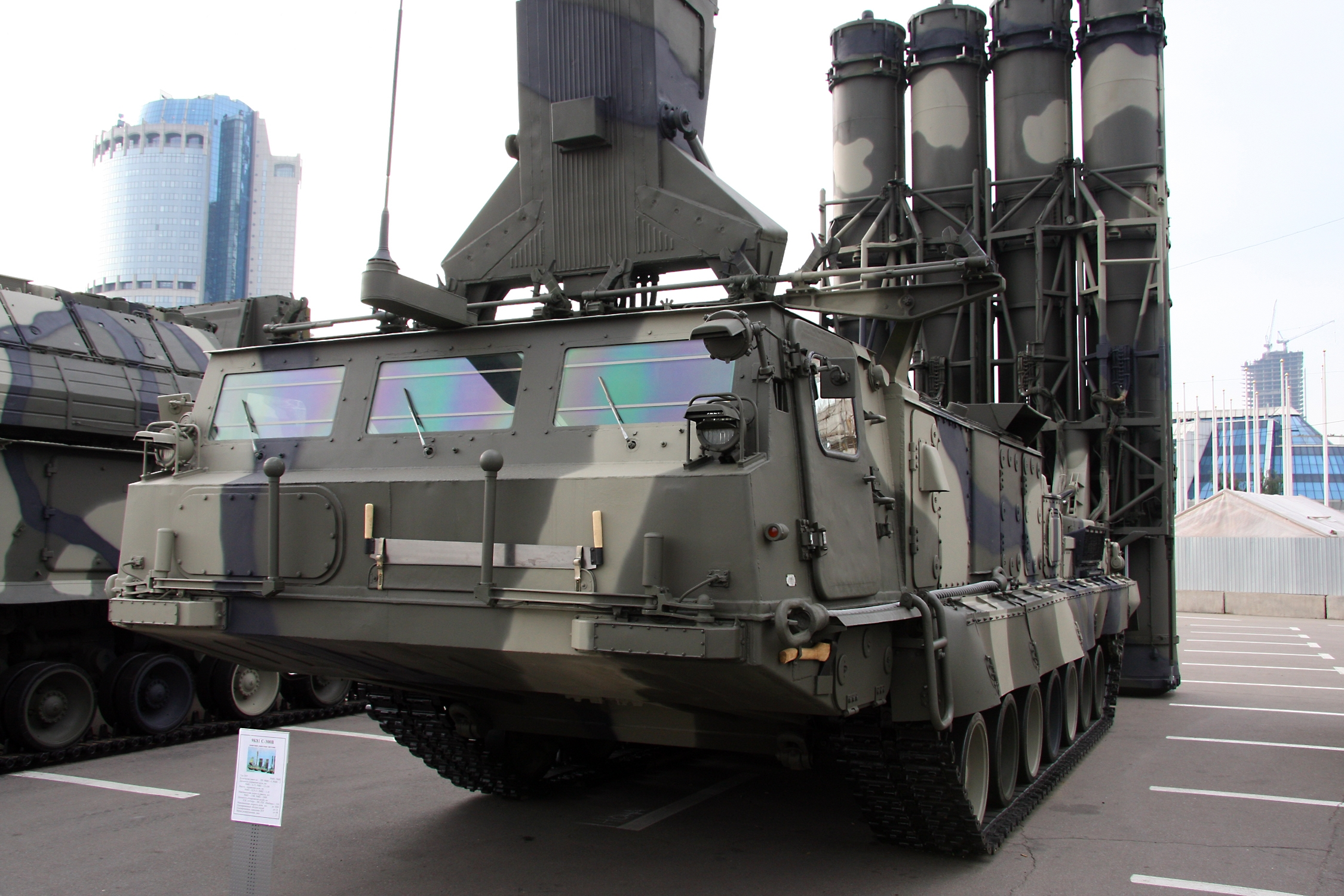
Пускова установка 9А83
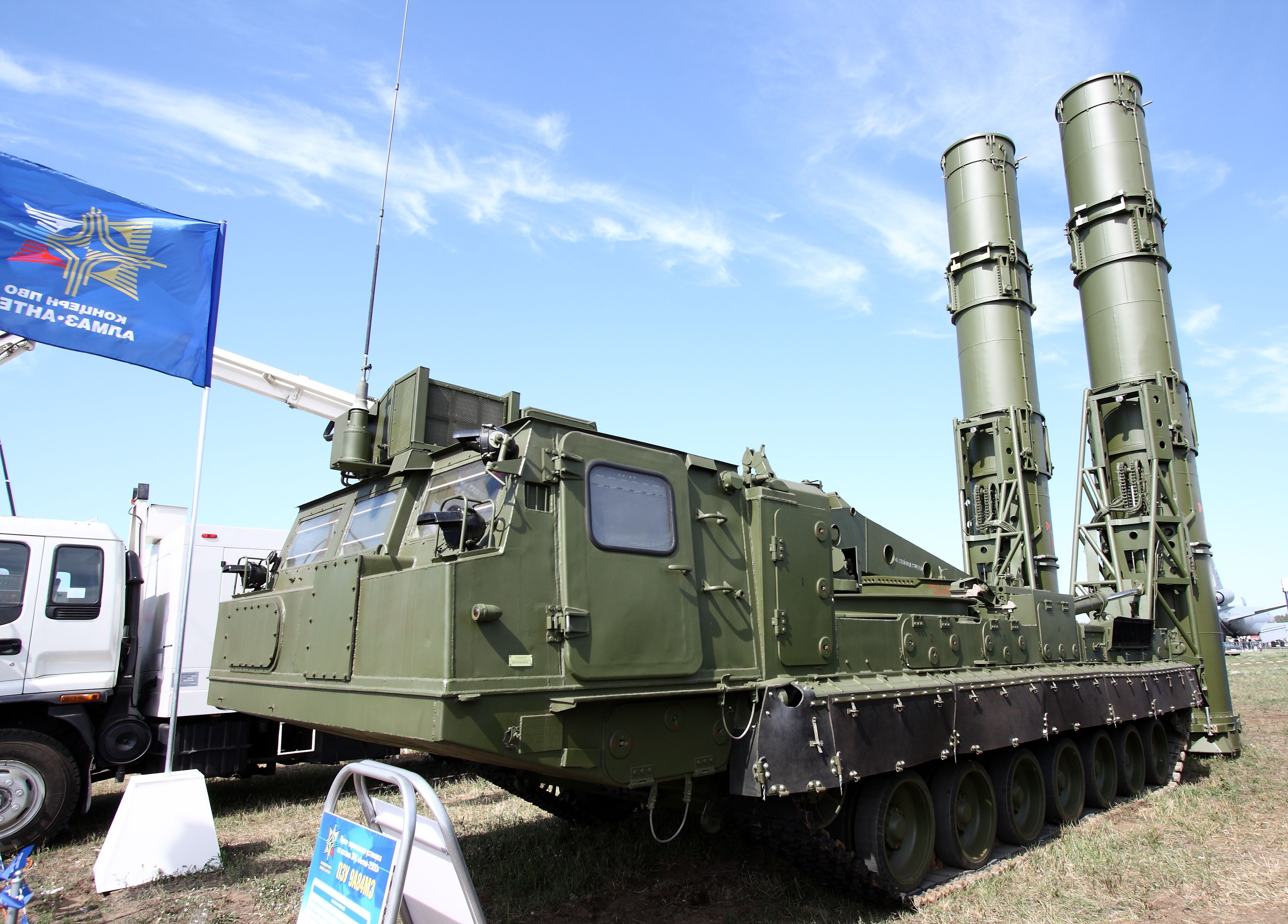
Пускозарядна установка 9А84

## Бойове застосування

### Російська інтервенція до Сирії

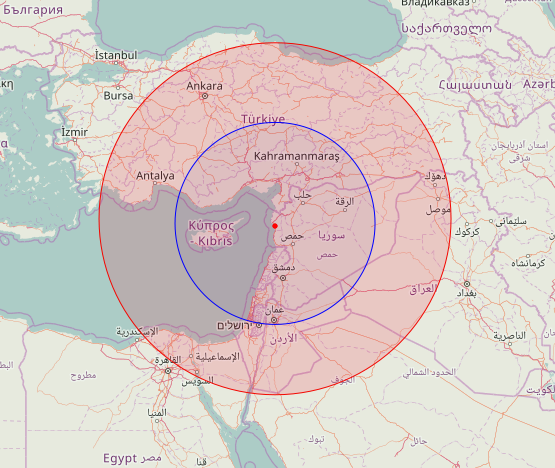
Зона ураження балістичними ракетами з комплексу Іскандер-М (до 700 км) та ракетами 40Н6 комплексу С-400 (до 400 км) розгорнутими на авіабазі Хмеймім

На початку жовтня 2016 року Fox News повідомила з посиланням на анонімні джерела в уряді США про перекидання Росією до Сирії комплексу «SA-23 Gladiator» (кодове ім'я НАТО комплексів С-300ВМ/Антей-2500; ймовірно йдеться про С-300В4). Це стало першим відомим розгортанням комплексу за межами Росії. Трохи згодом Міністерство оборони Росії визнало, що направило до Сирії батарею С-300 (без уточнення, про яку саме модифікацію йдеться) для прикриття військової бази в Тартусі а також кораблів, що знаходяться у прибережній зоні від атак з повітря.
Перед тим, в 2015 році, Росія розгорнула комплекс С-400 на авіабазі «Хмеймім».

### Російсько-українська війна
Під час повномасштабної російської агресії український С-300В1 був помічений на сході України під час боїв за Лисичанськ в червні 2022 року.
5 серпня 2022 року ОК «Південь» повідомило про знищення 4-х російських ЗРК С-300 (без уточнення модифікації) та РЛС 9С19 «Имбирь», що входить до складу ЗРК С-300В та призначена, в першу чергу, для виявлення балістичних ракет.
Спроба використати С-300В, чи його елемент у вигляді 9С19 «Имбирь», на півдні пов'язана з тим що саме завдяки йому росіяни, скоріш за все, намагались локалізовувати пуски M142 HIMARS для максимально швидкого вогню у відповідь.
15 серпня 2023 року силами оборони півдня України в районі н.п. Каланчак Херсонської області з використанням M142 HIMARS було знищено 3 ПУ до комплексу С-300В, автоцистерну, а також було пошкоджено дві РЛС зі складу комплексу С-300В.

## Оператори
- Єгипет: на початку червня 2017 року стало відомо про відправлення першої партії системи С-300ВМ «Антей-2500» до Єгипту. У відкритих джерелах були знайдені фотографії завантаження контейнерів з ракетами 9М82 на вантажний корабель[11].
- Україна невідома кількість перебувала на зберіганні, згідно The Military Balance—2017[12]

### Україна
Після розвалу Радянського Союзу в Україні базувалось дві військові частини на озброєні яких перебували комплекси С-300В1:
- 25-та зенітна ракетна бригада (А1181) м. Стрий, Львівської області (розформована у 2002 році)
- 137-ма зенітна ракетна бригада (А3024) м. Умань Черкаської області (розформована у 2012 році)

В складі кожної з них знаходилось по три дивізіони.
З початком російської агресії в 2014 році було ухвалене рішення повернути комплекси С-300В1 на бойове чергування. Тому в складі Повітряних сил Збройних сил України був наново створений 210-й зенітно-ракетний полк на озброєнні якого перебувають зенітно-ракетні комплекси С-300В1.
Після 2014 року було відновлено принаймні 1 окремий зенітний ракетний дивізіон. Зокрема, одна з пускових установок перебувала на чергуванні поблизу штабу АТО в Донецькій області.
Один комплекс було помічено під час навчань Повітряних Сил Збройних Сил України в листопаді 2017 року.
Під час відвідин 16 липня 2018 року Секретарем Ради національної безпеки та оборони Олександром Турчиновим Державного підприємства «ВІЗАР» на оприлюднених фотографія були помічені ракети 9М83 до зенітно-ракетної системи С-300В1, що призначений для ураження аеродинамічних цілей на відстані до 75 км.
Восени 2018 року було заплановано здійснити випробувальні пуски з відновлених С-300В1. Також будуть перевірені відновлені Куб, Тор, С-125 та С-300ПТ. Проте підготувати для випробувань відновлених С-200 іще забракло часу. Всього може бути повернуто на службу одну бригаду С-300В1.
В другій половині жовтня 2018 року стало відомо, що на державному випробувальному полігоні «Ягорлик» у Херсонській області були проведені контрольні льотні випробування зенітних керованих ракет ЗРК С-300В1 та С-125М1. 6 листопада 2018 року було успішно завершено бойові стрільби підрозділів зенітних ракетних військ Повітряних Сил та військ протиповітряної оборони Сухопутних військ ЗС України. Було випущено понад 30 зенітних ракет із семи типів зенітних ракетних комплексів: С-300ПС, С-300ПТ, С-300В1, «Бук-М1», «Оса-АКМ», С-125М1 та С-125-2Д1. Спочатку робота по реальних цілях — літаках, з імітованими пусками ракет, а вже 1-2 листопада роль реальних мішеней зіграли БПЛА ВР-3 «Рейс». Майже всі цілі — знищено.

## Галерея

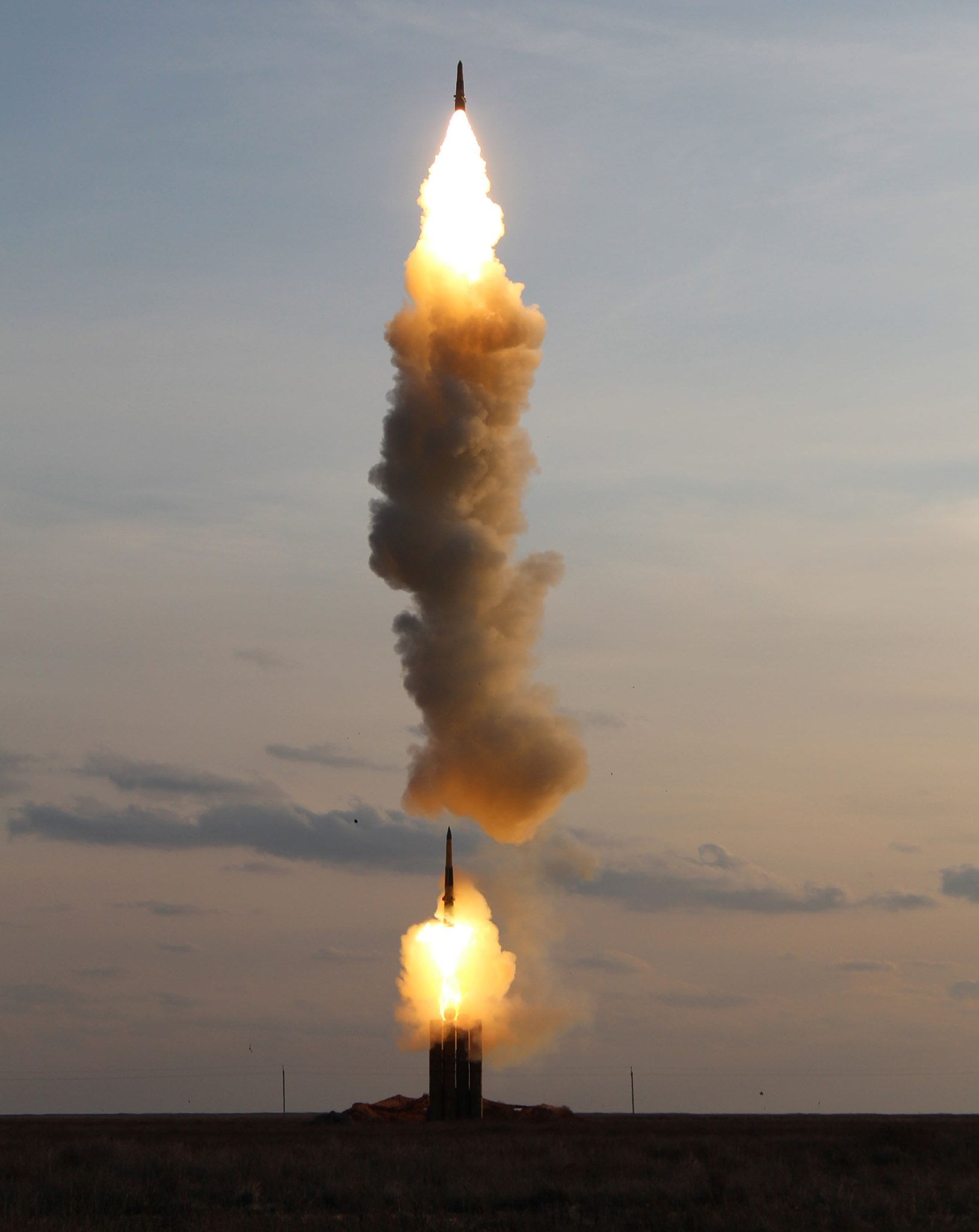
Запуск ракети на тренуваннях в 2021